# Drize
La Drize ou la Drixe est une rivière franco-suisse, et un affluent de l'Aire, donc un sous-affluent du Rhône par l'Arve. Elle tire son nom du celte « der » [chêne] et « is » [ruisseau], faisant référence aux forêts de chênes qui recouvraient la région.

## Géographie
De 8,9 km de longueur, la Drixe prend sa source au pied du Salève, plus précisément sur le territoire de la commune d'Archamps. Elle traverse ensuite les communes de Bossey et de Collonges-sous-Salève avant d'entrer en Suisse (où elle prend son nom) par la commune de Bardonnex. Elle traverse ou borde ensuite les communes de Troinex, Veyrier, Lancy, Plan-les-Ouates, Carouge et finalement Genève pour se jeter dans l'Aire à l'altitude de 390 mètres.

## Affluents
Lors de sa formation, la Drize est formée de plusieurs affluents dont les principaux sont le ruisseau de la Tate (ou ruisseau d’Archamps) et le ruisseau de la Clef (ou ruisseau de Collonges). Par la suite, sur le territoire genevois, elle reçoit encore trois affluents : le Nant-de-Sac, la Bistoquette et le ruisseau des Marais.

## Histoire
La première mention de la Drize date de 1780, lors de la construction du canal de Carouge qui détourne une partie du cours de la rivière pour alimenter ces manufactures. Vers 1790, les marais de Troinex sont partiellement asséchés.
À partir de 1934, le cours de la rivière va être progressivement domestiqué, tout d'abord par sa mise sous voûte lors de sa jonction avec l’Aire, puis par plusieurs drainages successifs dans les zones de Bardonnex et Charrot (entre 1941 et 1945) puis de Troinex et de la Croix-de-Rozon (qui s'étendent entre 1945 et 1983).
En 1967, la station d'épuration d'Aïre des Services industriels est mise en service et reçoit les eaux usées de la Drize à partir de 1970. En 1992, l'autre station d'épuration de la rivière, située à Collonges-sous-Salève, est supprimée.
À partir de 1997, d'importants travaux sont entrepris pour nettoyer les berges des décharges sauvages, remettre à ciel ouvert une partie du nant de la Bistoquette et créer un nouvel affluent (fossé des Tattes) dans le but général de revitaliser la rivière et ses berges. Dès 2003, ces projets sont étendus des deux côtés de la frontière par la signature du contrat de rivières transfrontalier (10 octobre 2003).